# René Bliard
René Bliard (ur. 18 listopada 1932 w Dizy, zm. 27 września 2009 w Montreuil) – francuski piłkarz występujący na pozycji napastnika.
Z zespołem Stade de Reims dwukrotnie zdobył mistrzostwo Francji (1955, 1958) i raz puchar tego kraju (1958). W 1955 został królem strzelców Division 1. W latach 1955–1958 rozegrał 7 meczów w seniorskiej reprezentacji Francji. Był rezerwowym zawodnikiem na igrzyskach olimpijskich w 1952 w Helsinkach, na których drużyna Francji zajęła 17.–25. miejsce.